# Ja'von Franklin
Ja'von Franklin (Little Rock, 14 oktober 1998) is een Amerikaans basketballer.

## Carrière
Franklin speelde een seizoen collegebasketbal voor de Holmes Bulldogs van 2018 tot 2019. Hierna speelde hij twee seizoenen voor de Auburn Tigers. In 2021 maakte hij de overstap naar South Alabama Jaguars waar hij ook een seizoen speelde. Hij speelde een laatste seizoen collegebasketbal voor de Georgia Tech Yellow Jackets. In de NBA draft van 2023 werd hij niet gekozen maar speelde wel in de NBA Summer League voor de Miami Heat.
In 2023 tekende hij zijn eerste profcontract bij KK Borac Čačak en speelde er een seizoen. Hij tekende daarop bij de Turkse eersteklasser Merkezefendi Belediyesi. In november 2024 tekende hij bij de Belgische eersteklasser Antwerp Giants.